# Pravosuđe
Pravosuđe je skupni naziv za ukupnost tijela pravnog sustava i njihove djelatnosti. Pravosuđe u užem smislu obuhvaća samo aktivnost suda i eventualno državnog odvjetništva. Pravosuđe u širem smislu može shvatiti kao aktivnost sudova i svih drugih tijela (državnih i/ili ne-državnih) u vezi primjene prava.